# Liste der Stolpersteine in Waldrach
In der Liste der Stolpersteine in Waldrach werden die vorhandenen Gedenksteine aufgeführt, die im Rahmen des Projektes Stolpersteine des Künstlers Gunter Demnig in der Ortsgemeinde Waldrach bisher verlegt worden sind.
| Adresse                 | Name         | Inschrift                                                                          | Verlegedatum     | Bild                                | Anmerkung |
| ----------------------- | ------------ | ---------------------------------------------------------------------------------- | ---------------- | ----------------------------------- | --- |
| Ruwergasse 2 (Standort) | Max Meyer    | Hier wohnte Max Meyer Jg. 1910 deportiert 1942 ermordet in Auschwitz               | 23. Februar 2007 | Stolpersteine Waldrach Ruwergasse 2 | geboren am 7. April 1910 in Waldrach |
| Ruwergasse 2 (Standort) | Clara Ermann | Hier wohnte Clara Ermann Jg. 1881 deportiert 1941 Łodz ermordet 25.3.1942          | 23. Februar 2007 | Stolpersteine Waldrach Ruwergasse 2 | geboren am 22. Juli 1881 in Wittlich |
| Ruwergasse 2 (Standort) | Josef Meyer  | Hier wohnte Josef Meyer Jg. 1871 deportiert 1943 Theresienstadt ermordet 22.6.1944 | 23. Februar 2007 | Stolpersteine Waldrach Ruwergasse 2 | geboren am 10. August 1871 in Filzen |
| Ruwergasse 2 (Standort) | Walter Wolff | Walter Wolff Jg. 1901 deportiert 1942 Auschwitz ermordet                           | 23. Februar 2007 | Stolpersteine Waldrach Ruwergasse 2 | geboren am 27. Januar 1901 in Neuenkirchen |
| Ruwergasse 2 (Standort) | Erwin Meyer  | Hier wohnte Erwin Meyer Jg. 1908 deportiert 1942, Auschwitz ermordet 22.9.1942     | 23. Februar 2007 | Stolpersteine Waldrach Ruwergasse 2 | geboren am 7. November 1908 in Waldrach |
| Ruwergasse 2 (Standort) | Irma Wolff   | Hier wohnte Irma Wolff geb. Meyer Jg. 1912 deportiert 1942 Auschwitz ermordet      | 23. Februar 2007 | Stolpersteine Waldrach Ruwergasse 2 | geboren am 11. April 1912 in Waldrach Im Gedenkbuch der Opfer der nationalsozialistischen Gewaltherrschaft wird Irma Wolff unter ihrem Mädchennamen Meyer aufgeführt. |